# アントン・ファールバッハ
アントン・ファールバッハ（ドイツ語: Anton Fahrbach、1819年2月10日 - 1887年12月1日）は、オーストリアの作曲家・指揮者。

## 経歴
ヨーゼフ・ファールバッハ、フリードリヒ・ファールバッハ、フィリップ・ファールバッハ1世の弟で、フィリップ・ファールバッハ2世の叔父にあたる。
ブルク劇場でヨハン・シュトラウス1世やヨーゼフ・ランナーと共にフルート奏者を務める。その後、ウィーン音楽院でフルートを教えた。
1873年5月のウィーン万国博覧会開幕直後、証券取引所で大暴落が起きてウィーンを未曽有の経済恐慌が襲った。さらに市内ではコレラが発生し、「ウィーンは結婚式に世界を招いたつもりが、お通夜になってしまった」と言われた。この頃、アントンの『破産ポルカ』が大流行したという。
マッツラインスドルフ・プロテスタント墓地に埋葬された。墓はすでに解体されている。